# ヘルマンミヤマクワガタ
ヘルマンミヤマクワガタ（Lucanus helmani ）は、節足動物門昆虫綱鞘翅目クワガタムシ科のミヤマクワガタ属の一種。

## 生息地
中国南部の福建省、雲南省、広東省等の高地に生息している。

## 特徴
大型のミヤマクワガタの一種で、体つきはクワガタムシの中ではやや細身体型の本属の中でも更に細身な種類で、頭部も本属他種に比べて横幅がやや小さめである。
本属オス個体特有の張り出し板のような頭部突起が、他の種に比べて頭部が小さい為か、やや垂直にめくれ上がっているようにも見える。本属の他種と比較すると大顎が長くすらりと伸びているのが特徴だが、細いので、やや華奢な印象も与える。また、頭部中央の頭楯と呼ばれるV字状の二叉部分が、本属他種よりも目立って長くなるのが特徴（一部のホソアカクワガタや、リノケロスフタマタクワガタにも見られる）。
オスの体長は33〜92mmに達し、体長の半分近くを長い大顎で占める。メスはオスより小型で、他のクワガタ同様に顎が小さくなり、体長は30〜48mmになる。

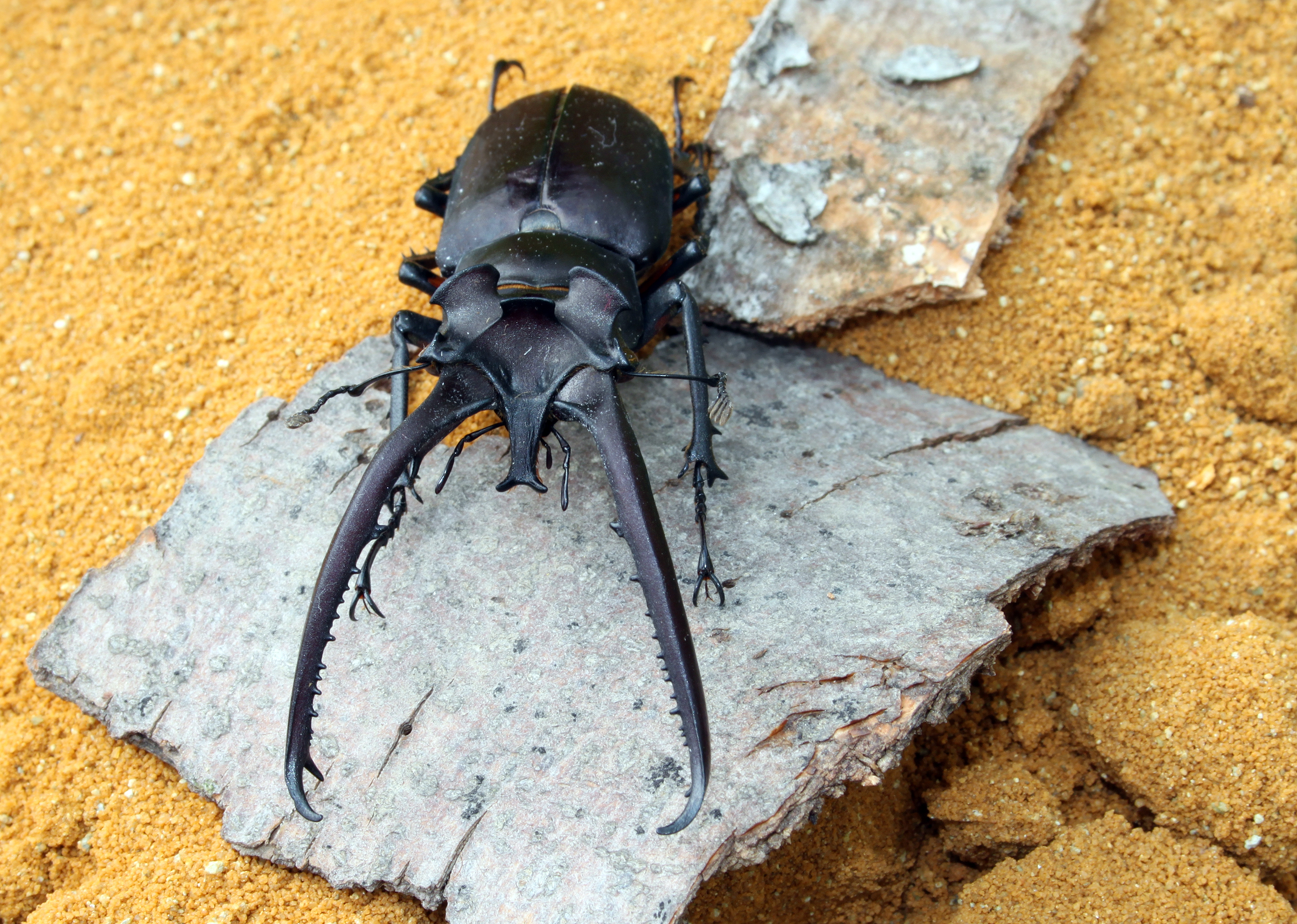
大型個体は長い大顎が目立つが、小型個体は短くなる。

## 生態
1000m級の高地に生息しており、そこの広葉樹の森の土化した腐蝕物となった木や、腐葉土を食べて、幼虫は1〜2年ほどで成虫となる。成虫はブナやシイの仲間の木に集まり、その樹液を吸う。

## 輸入
日本への輸入が許可されている種だが、生息地から取り寄せるのが難しく、またミヤマクワガタ属の例に洩れず暑さに弱く、寿命も短いので、標本輸入が多く、生体の輸入は難しいものとなっている。飼育出来ても、25度以下の低温飼育が望ましい。
細身が醸し出す体型と長い大顎の優美な姿から人気があるものの、生体はなかなか見ることが出来ない。これは後述する近似種にもいえる事である。
また去年、特別天然記念物に指定されたため来年からwd生体の輸入が無くなった。(その他のルカヌスでは、フォーチュンミヤマも天然記念物に指定された)
今国内にいるブリード品で繋いでいくしかない。

## 近似種

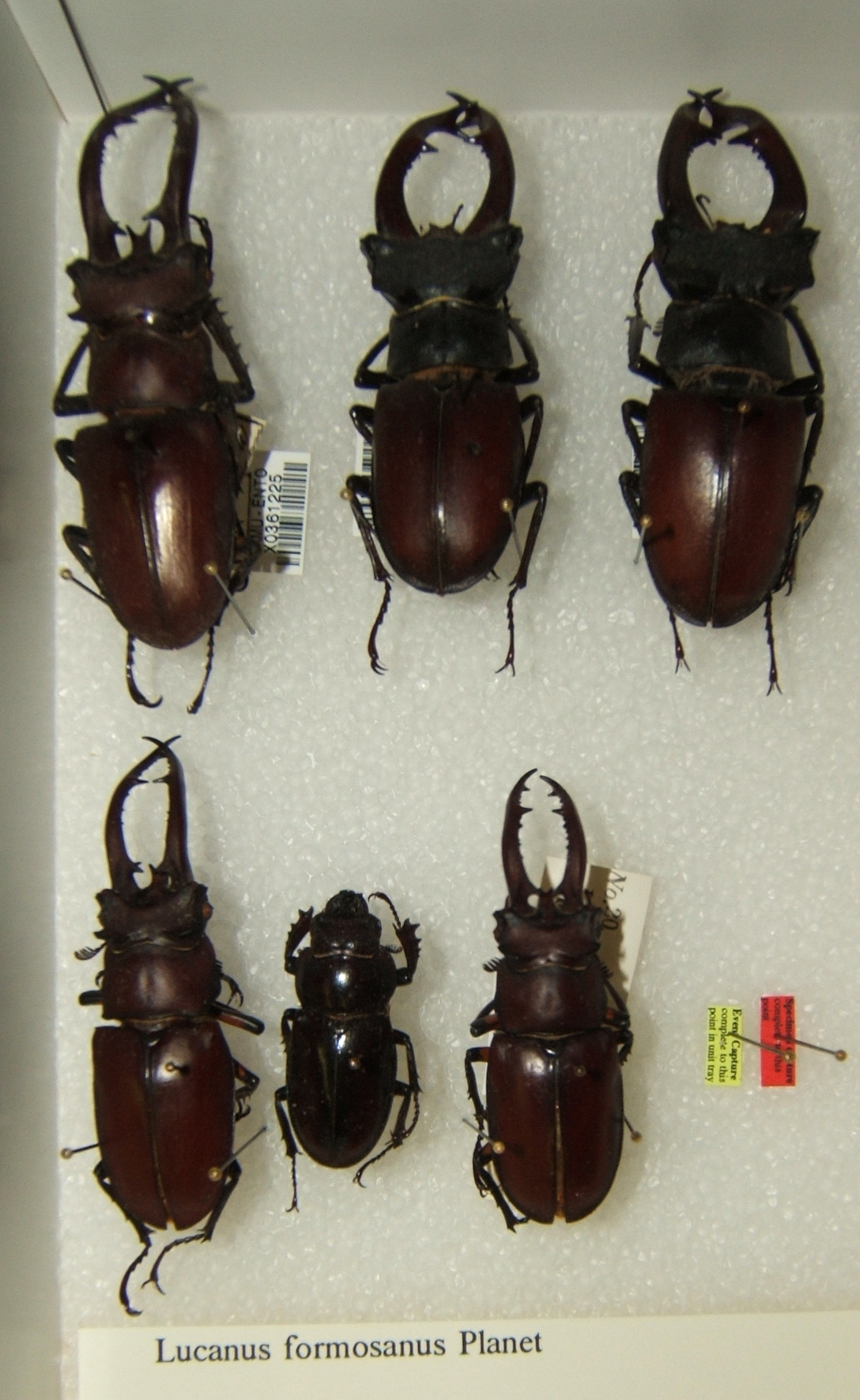
タイワンミヤマクワガタ
（上中と右はヨーロッパミヤマクワガタ）

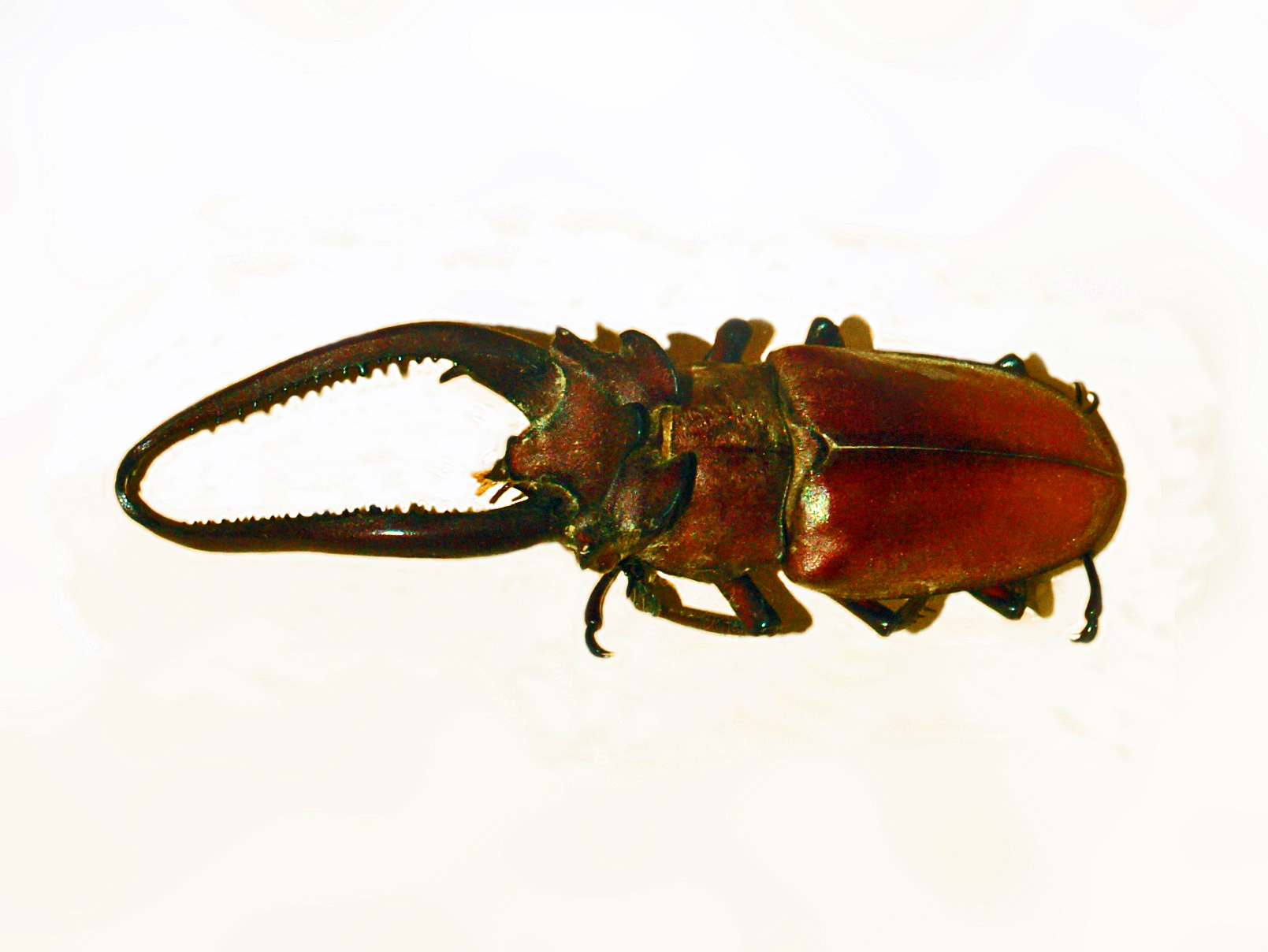
ラミニフェルミヤマクワガタ

本種のような形態のミヤマクワガタの種類として、代表的なものが4種類いる。
プラネットミヤマクワガタ　L. planeti
中国南部と、ベトナム北部に生息。体長32〜88mmで本種に似ているが、大顎基部の内歯が本種より小さい。
タイワンミヤマクワガタ　L. formosanus
台湾に生息。本種に比べ、大顎の内歯が大きく、大型個体の顎はマンディブラリスフタマタクワガタの大顎形状にも似ている。やや体色の赤みが濃い。体長は27〜84mm
名前からタカサゴミヤマクワガタと混同しがちだが、日本のミヤマクワガタを大型化したような姿のタカサゴミヤマに比べ、体型と顎が華奢な事で容易に区別できる。
ラミニフェルミヤマクワガタ　L. laminifer
亜種 L. l. vitalisi
亜種 L. l. lucidulus
インド北東部、中国南部、タイに生息。体長は33〜85mmで、内歯の発達が弱くて、目立たない。頭楯も本種や前2種と違い、発達しない。頭部の耳状突起が垂直に近くになる形で起き上がるため、和名でタテイタミヤマクワガタ（立板深山鍬形虫）とも呼ばれている。
ベトナムとラオスに亜種のL. l. vitalisi 、ミャンマーに L. l. lucidulus がいる。
アングスティコルニスミヤマクワガタ　L. angusticornis
亜種　L. a. inclinatus　
ラオスやベトナム北東部に生息。前種よりも大顎内歯はやや大きくなるが、同じく頭楯は発達しない。やや赤みの強い体色。体長35〜75mm。
亜種に大顎が湾曲し、中国雲南省に生息する　L. a. inclinatus　がいる。